# Chiesa di Santa Maria delle Grazie (Cles)
La chiesa di Santa Maria delle Grazie, anche detta dell'Ausiliatrice, della Madonnina o dei Santi Angeli, è una chiesa cattolica situata a Cles, in provincia di Trento; è sussidiaria della parrocchiale di Santa Maria Assunta di Cles e fa parte dell'arcidiocesi di Trento.

## Storia

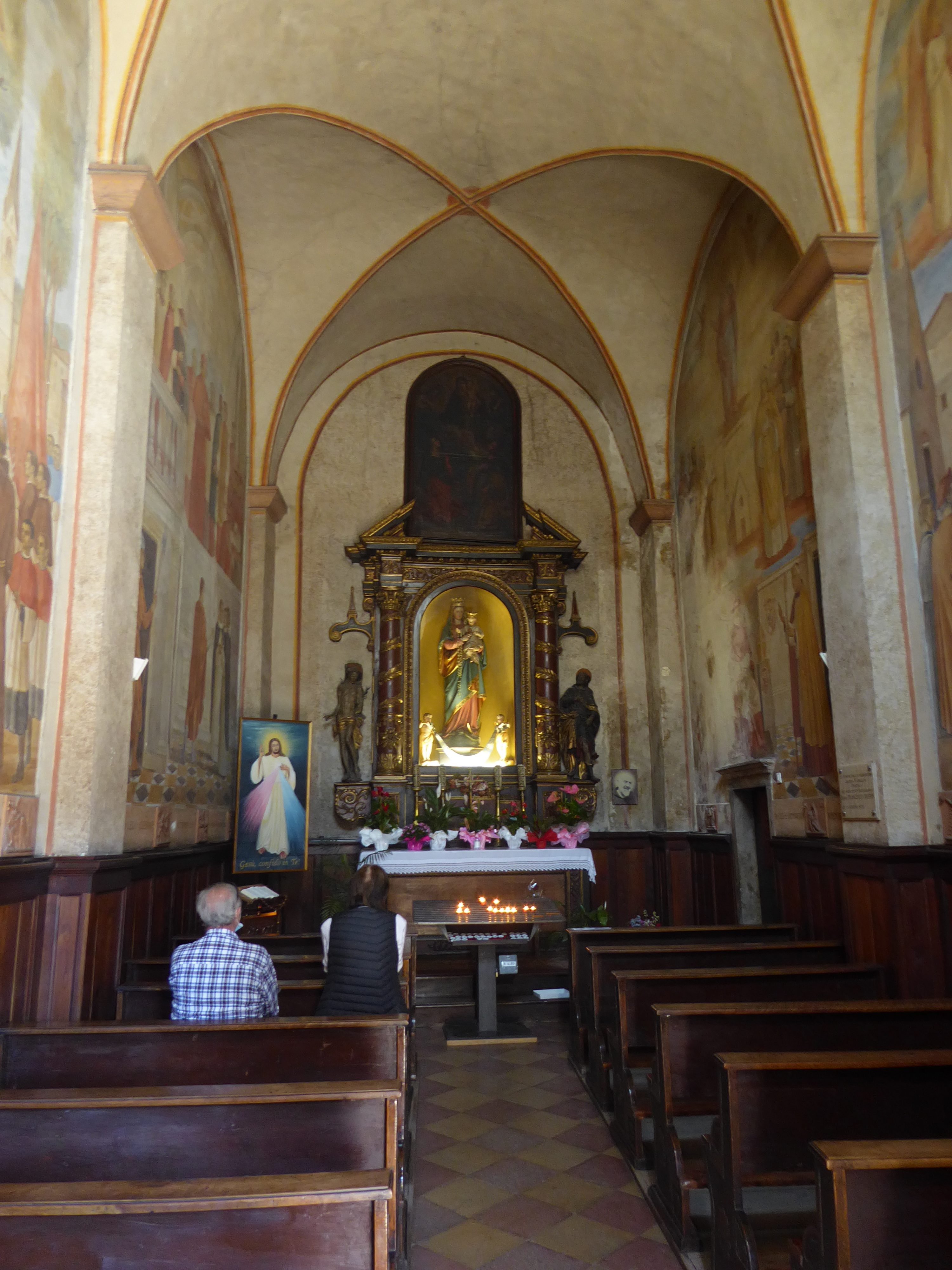
Interno

La fondazione di questa chiesa si deve a don Giacomo Borghesi, pievano di Terlano, che nel 1687 fondò un beneficio, lasciandovi la propria casa paterna con la clausola di annettervi una cappella intitolata alla Madonna delle Grazie: l'edificio venne quindi costruito entro il 1690, e benedetto il 20 agosto 1691. Tra il 1742 e il 1749 venne rifatto il pavimento e furono murate due finestre poi, nel 1851, l'intero edificio venne inglobato in una nuova struttura adibita ad albergo (all'epoca l'albergo Chiesa, poi Grande Hotel), lasciando visibile solo la facciata.
Restaurata nel 1885, la chiesa venne decorata da Carlo Bonacina tra il 1946 e il 1950, con l'affrescatura delle pareti e la posa delle formelle della via Crucis.

## Descrizione

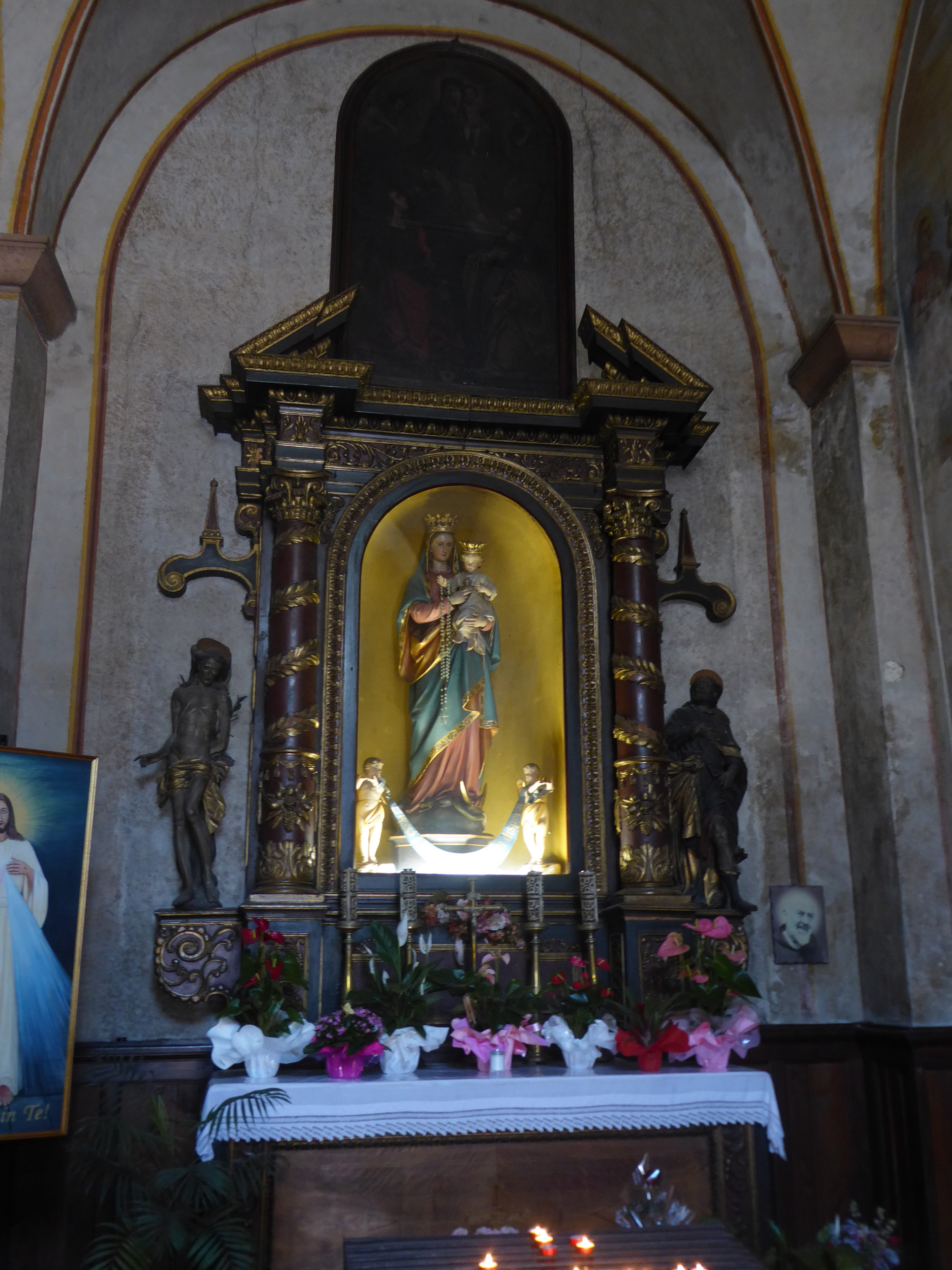
Altare

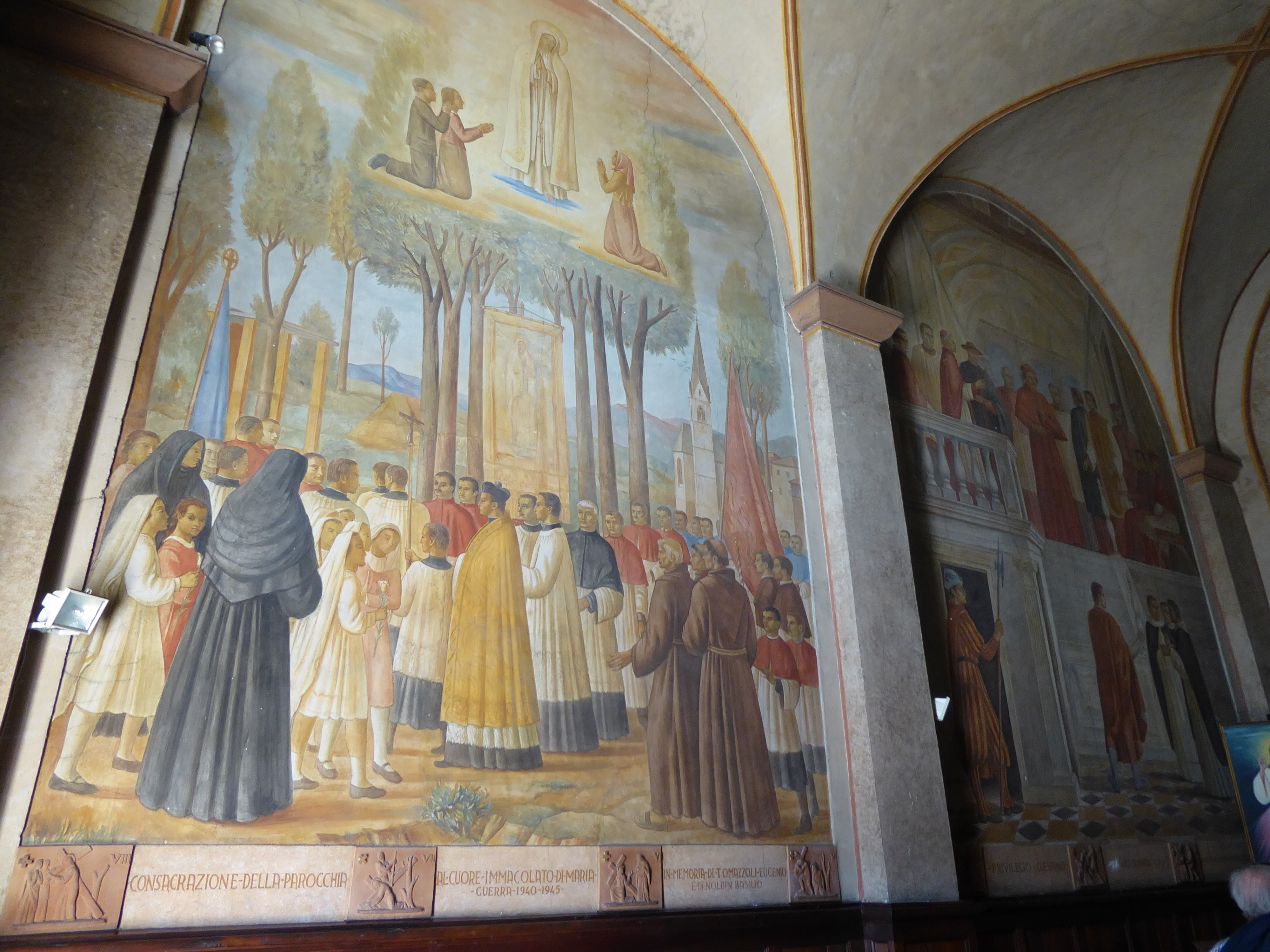
Affreschi della parete sinistra

### Esterno
La chiesa sorge nel centro storico di Cles; incorporata in un edificio civile ottocentesco, di essa è visibile da fuori soltanto la facciata, che sporge leggermente: questa è a capanna, con riseghe concave rastremate alle estremità. Gli spioventi sono bordati da una cornice che, sul colmo, forma un rettangolo entro il quale si trova la cella campanaria, e sopra il quale si trova una scultura della Vergine Maria.
Alla base la facciata è percorsa da un alto zoccolo, interrotto dalla scalinata su cui monta il portale d'accesso, inquadrato in una cornice strombata con arcata a tutto sesto. Al centro del prospetto si apre un oculo, anch'esso strombato.

### Interno
L'interno consiste di un'unica navata, pavimentata con quadrotte di pietra calcarea bianche e rosse disposte diagonalmente, e suddivisa in due campate da semipilastri da cui partono le volte a crociera. Il presbiterio, rialzato di alcuni gradini, occupa la parte terminale della seconda campata e fino almeno al 1937 era aveva le pareti ricoperte di ex voto. 
L'unico altare (attribuito a Vigilio Fortunato Prati) è in legno, con colonne ornate da una fascia di fiori e foglie dorate e le statue dei santi Sebastiano e Rocco ai fianchi; originariamente conteneva un dipinto coevo alla chiesa (ora appeso alla parete soprastante), mentre adesso conserva una statua della Madonna con Bambino. Sulla parete destra, accanto all'altare, un piccolo portalino architravato dà accesso alla sagrestia.
Le pareti laterali presentano un rivestimento in legno alla base, e sopra a questo una serie di quattro grandi affreschi di Carlo Bonacina: 
- Prima campata, sinistra: la Madonna di Fatima con i tre pastorelli e una processione[5]
- Prima campata, destra: Madonna in trono e processione per la consacrazione della chiesa[6]
- Seconda campata, sinistra: Bernardo Clesio concede il privilegio clesiano[7]
- Seconda campata, destra: l'assunzione di Maria, un'immagine della parrocchiale di Cles, sette santi e tre vescovi con i rispettivi stemmi (Udalrico Lichtenstein, Bernardo Clesio e Celestino Endrici)[8]